# Giannis Karagiannis
Giannis Karagiannis (grško Γιάννης Καραγιάννης), znan tudi kot John Karayiannis, ciprski pevec in besedilopisec * 25. julij 1994, Limassol, Ciper.

## Kariera
Leta 2007 in 2008 je nastopil na ciprskem nacionalnem izboru za Mladinsko Pesem Evrovizije. Leta 2015 je zmagal na ciprskem izboru za Pesmi Evrovizije 2015 s pesmijo »One Thing I Should Have Done«. Nastopil je v drugem polfinalu, v katerem je zasedel 6. mesto in se uvrstil v finale, kjer je končal na 22. mestu s 11 točkami.

## Diskografija

### Pesmi
| Naslov                         | Leto | Najvišja uvrstitev na lestvici | Album |
| Naslov                         | Leto | AUT                            | Album |
| ------------------------------ | ---- | ------------------------------ | ----- |
| »One Thing I Should Have Done« | 2015 | 61                             | —     |